# Mumbwa (Sambia)

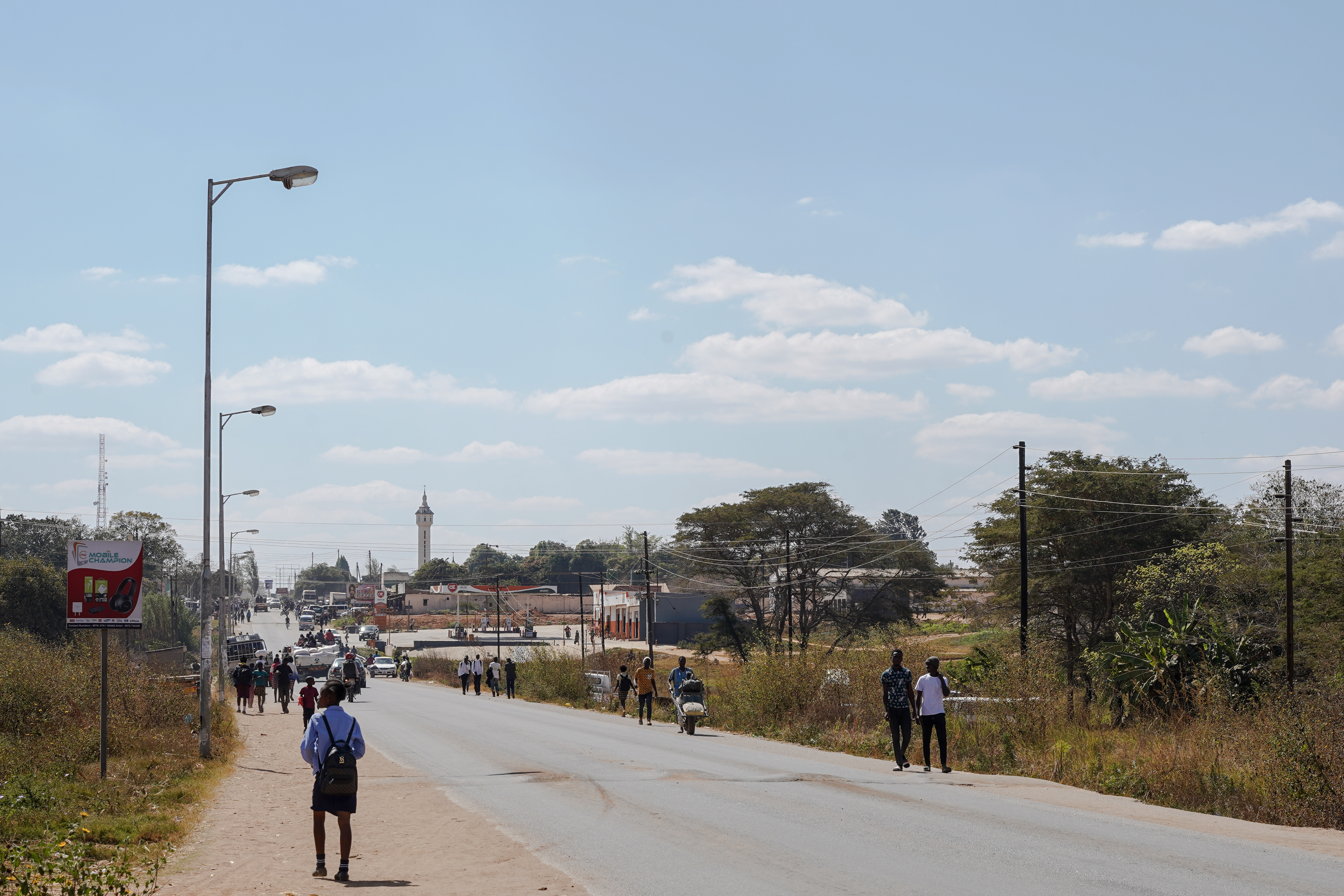
Mumbwa, Hauptstrasse (2023)

Mumbwa ist eine Stadt mit 49.461 Einwohnern (2022) nahe am Kafue-Nationalpark 150 Kilometer westlich von Lusaka in der Zentralprovinz von Sambia auf etwa 1170 Metern Höhe. Sie ist Sitz der Verwaltung des gleichnamigen Distrikts.

## Geschichte
Mumbwa ist der erste Kupferbergbauort in Sambia und datiert auf 1897 zurück, als die Bergwerke Sable, Silver King, Crystal Jack und Lou-Lou Erz förderten. Es wurde auch bis 1939 Gold gefördert im Gebiet von Matala, 30 Kilometer entfernt. Ebenso wurde Eisenerz gefunden. Dennoch ist Mumbwa immer ein Ort der kleinen Bergwerke geblieben.

## Infrastruktur
Das Straßennetz ist gut ausgebaut und wird beständig erweitert. Mumbwa hat Grund- und Sekundarschulen und ein Krankenhaus. Es gibt einen Supermarkt, eine Tankstelle, Restaurants und Cafés; drei kleine Hotels und Lodges stehen in den nahe liegenden Parks. In der Nähe befinden sich die Mumbwa-Höhlen.

## Demografie
| Jahr | Einwohnerzahl |
| ---- | ------------- |
| 1990 | 11.015        |
| 2000 | 15.949        |
| 2010 | 20.390        |
| 2022 | 49.461        |